# Vesica piscis

Vesica Piscis

Vesica piscis é a forma criada pela intersecção de dois círculos com o mesmo raio, em que o centro de cada circunferência está sobre o perímetro da outra.
O nome em latim significa literalmente bexiga de peixe.